# كلايد سيسنا فيرنون
كلايد سيسنا فيرنون (بالإنجليزية: Clyde Vernon Cessna)‏ (20 نوفمبر 1954 5 ديسمبر 1879) مصمم طائرات أميركي وطيار ومؤسس شركة سيسنا للطائرات.